# پارک هه یونگ
پارک هه یونگ (کره‌ای: 박해영؛ زادهٔ ۱۹۷۲) فیلم‌نامه‌نویس اهل کره جنوبی است. وی از سال ۱۹۹۸ میلادی تاکنون مشغول فعالیت بوده‌است. او بیشتر به خاطر نویسندگی خانم اوه دیگر، آجوشی من و خاطرات رهایی من شناخته می‌شود.